# Naturpark Rheinland

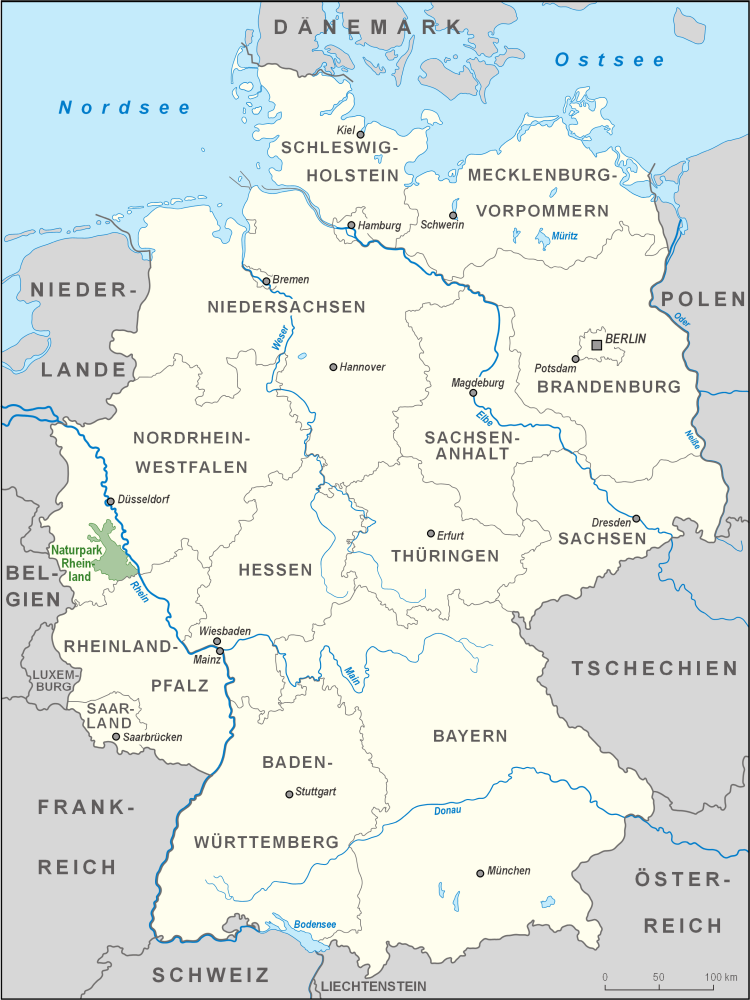
Lage des Naturparks Rheinland

Logo des Naturparks Rheinland

Der Naturpark Rheinland – bis 2005 Naturpark Kottenforst-Ville – ist ein 1959 gegründeter und 1.045 km² großer Naturpark zwischen der Rheinebene und dem Tal der Erft westlich der Großstädte Köln und Bonn. Er zählt zu den größten Schutzgebieten von Nordrhein-Westfalen und umfasst auch rekultivierte Teile des Rheinischen Braunkohlereviers.

## Lage und naturräumliche Gliederung
Der Naturpark erstreckt sich von Nordwest nach Südost über gut 60 km bei einer Breite bis zu etwa 30 km und berührt drei Landkreise. Sein größter Flächenanteil gehört zu dem im Norden gelegenen Rhein-Erft-Kreis, an den sich im Süden der Kreis Euskirchen anschließt. Der Südosten gehört zum linksrheinischen Teil des Rhein-Sieg-Kreises, welcher die Stadt Bonn umschließt. Den westlichen Abschluss bildet das Erfttal zwischen Euskirchen und Bedburg.
Von seiner Gesamtfläche sind etwa die Hälfte Wald und die Hälfte Landschaftsschutzgebiete; 9 % stehen unter Naturschutz. Städte, die größtenteils im Gebiet des Naturparks liegen, sind Bedburg, Bergheim, Bornheim, Kerpen, Frechen, Hürth, Brühl, Erftstadt, Zülpich, Euskirchen, Rheinbach und Meckenheim.

### Kottenforst

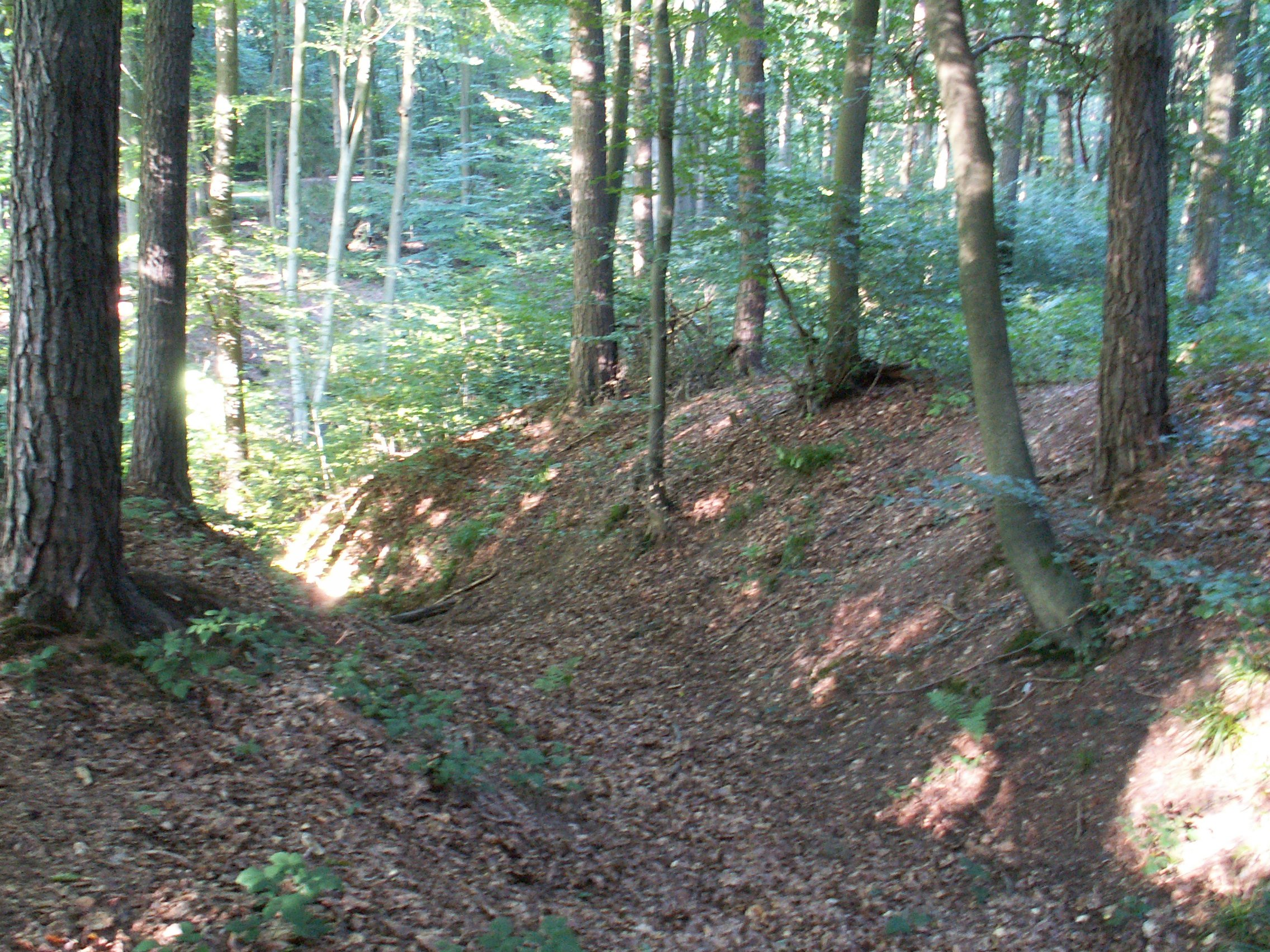
Ringwall Venne

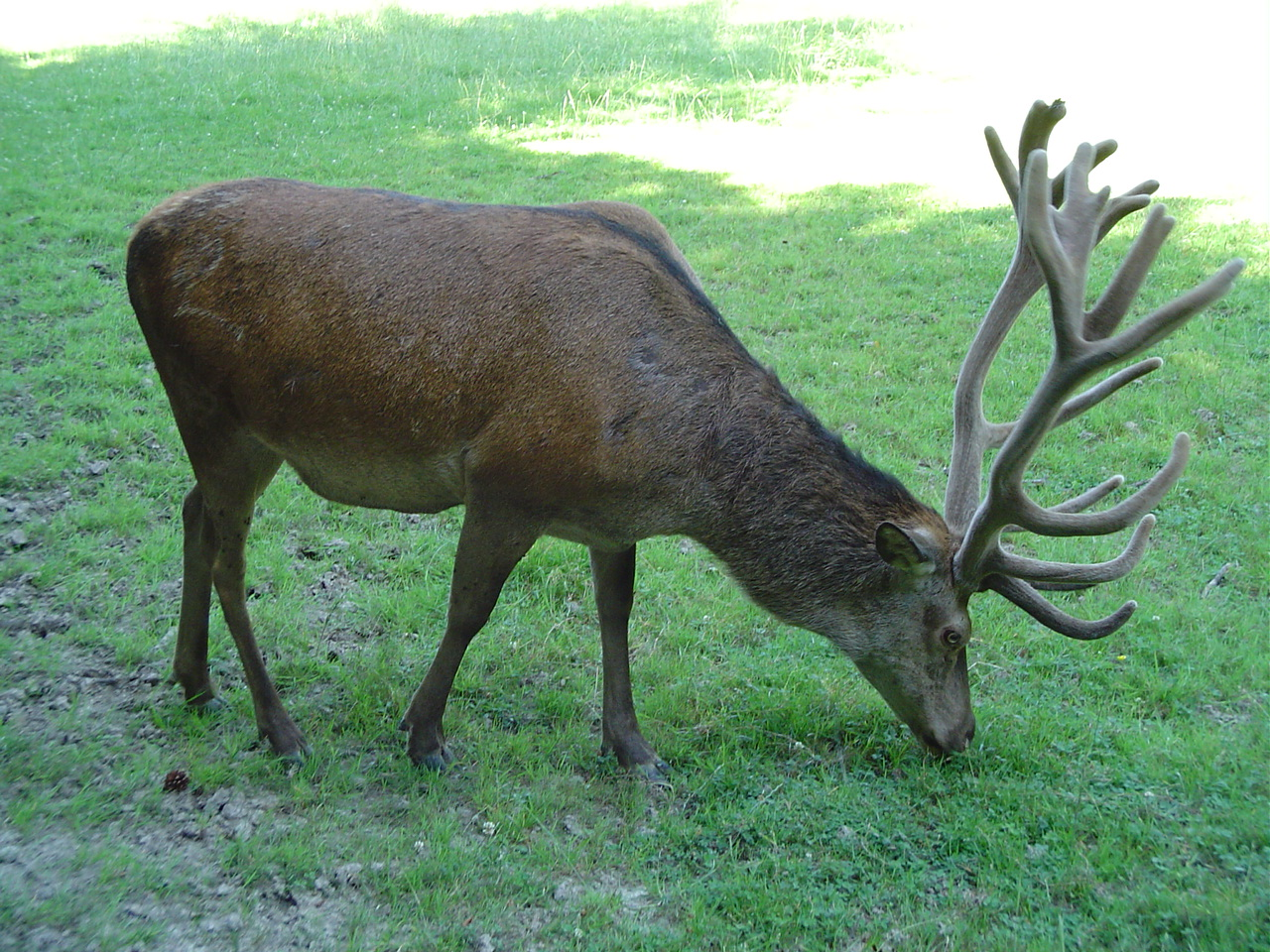
Ein Rothirsch im Kottenforster Wildpark

Den südöstlichen Teil des Naturparks bildet der Kottenforst mit einer Fläche von etwa 40 km². Er ist ein weitgehend flaches, großteils bewaldetes Gebiet südwestlich von Bonn oberhalb der Kölner Bucht.
Der Naturpark Kottenforst ist von einem spinnennetzartigen Wegesystem durchzogen, das auf das ehemalige Schloss Herzogsfreude in Röttgen ausgerichtet ist. Diese Schneisen ließ im 18. Jahrhundert Kurfürst Clemens August I. von Bayern zum Zwecke der Parforcejagd anlegen. Als Baudenkmal dieser Jagden ist das Jägerhäuschen erhalten geblieben.

### Ville (mit Vorgebirge)
Die Ville ist ein bis zu 170 m ü. NHN hoher Höhenzug im mittleren Teil des Naturparks zwischen Köln und Bonn. Durch das Aufschütten von Abraum entstanden neue Erhebungen: Die nun höchste Erhebung der Ville ist mit 205,8 m die Glessener Höhe. Der Höhenzug ist zu großen Teilen bewaldet und grenzt sich deutlich nach Osten mit einem Hangabfall von 60 bis 100 m zur Kölner Bucht hin ab. Nach Westen zum Tal der Erft und zur Voreifel ist der Geländeübergang dagegen wesentlich unschärfer. Die Ville ist geologisch ein herausgehobener Horst; die Kölner Bucht und Voreifel sind unterschiedlich tief abgesunken. Genauer gesagt ist dies ein Halbhorst, da der Rhein an der Südostabdachung der Ville, dem eigentlichen Vorgebirge, einen Prallhang erodiert hat. Teile des Vorgebirges, wie das Naturschutzgebiet um die Brühler Schlösser Augustusburg und Falkenlust sind, obwohl das Vorgebirge sonst intensiv landwirtschaftlich genutzt wird, Teil des Naturparks.
Der nördliche Abschnitt der Ville ist als Teil des Rheinischen Braunkohlereviers durch den früheren Braunkohletagebau und die anschließende Rekultivierung geprägt. Im Bereich Erftstadt, Brühl, Bornheim und Hürth sind so etwa 40 große und kleine Seen entstanden, die heute zum Baden, Tauchen, Angeln und Erholen genutzt werden (Ville-Seenplatte). Im Jahr 1920 hatte Adolf Dasbach bei Hürth als erster mit der Aufforstung seines Abbaugebietes mit Robinien, Buchen, Kiefern, Roteichen und Lärchen begonnen.

### Nördliche Ausläufer
Im Norden hat der Naturpark mehrere fingerförmige Ausläufer um die Orte Pulheim, Bergheim, Bedburg und Kerpen. Um Kerpen liegen 5 Naturschutzgebiete. Diese Auwald- und Feuchtwaldgebiete (mit vielen Maiglöckchen) befinden sich als Inselbiotope in und am Rande der Erft-Auen. Das größere Feuchtwaldgebiet des nordöstlich an den Naturpark anschließenden Bürgewaldes um den Tagebau Hambach bei Niederzier wird dem Braunkohleabbau zum Opfer fallen. Die Erftaue mit ihren Schlössern soll besonders gepflegt werden. So wird zwischen Schloss Gymnich, Gymnicher Mühle und Schloss Türnich eine 5 km lange Lindenallee angepflanzt.

### Ville-Seenplatte

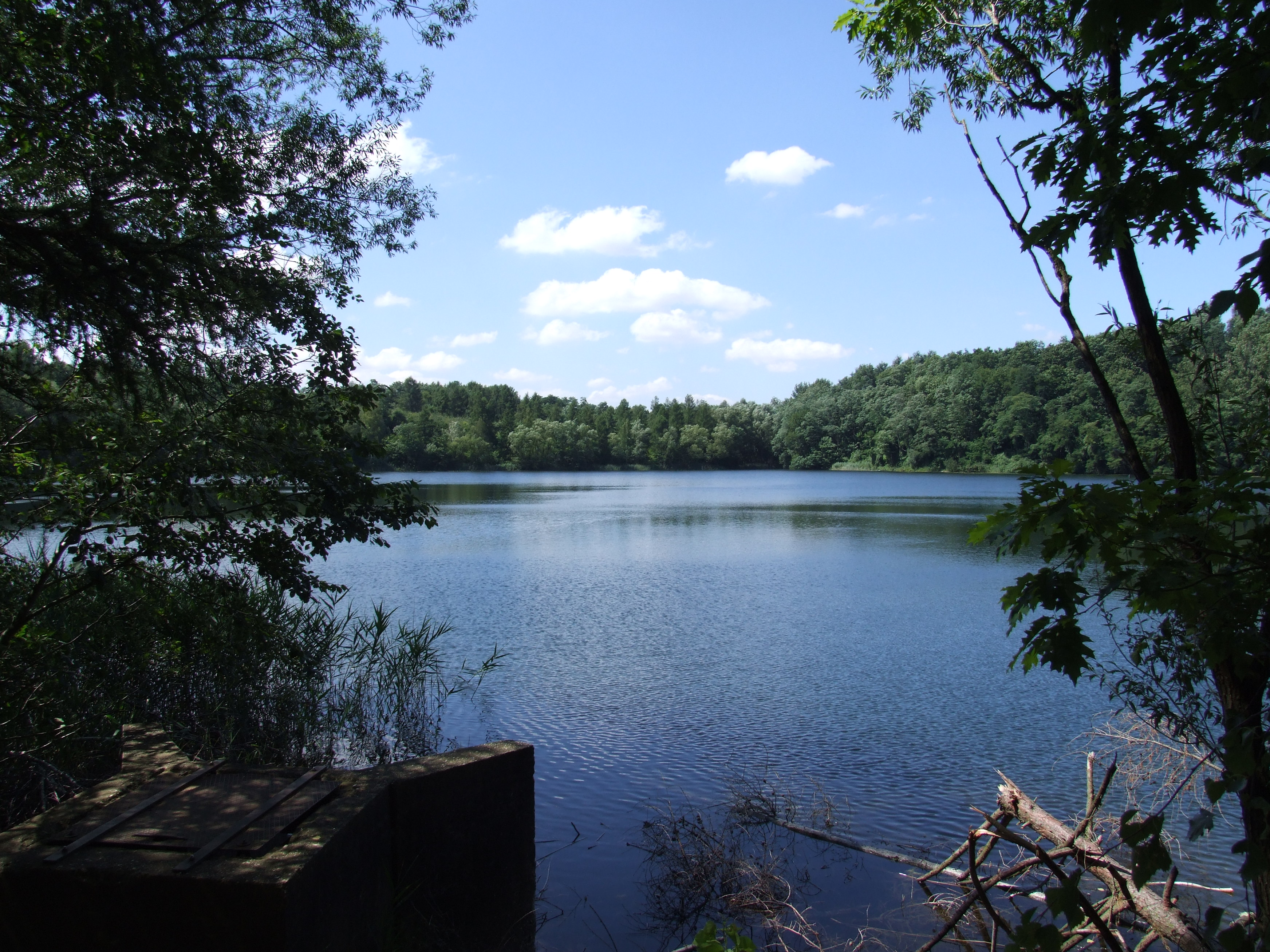
Der Donatussee, einer der Villeseen

Aus den Restlöchern verschiedener Braunkohlegruben entstanden etwa 40 Seen und Weiher verschiedener Größe.

## Der Naturpark und die Stadtregion Köln/Bonn

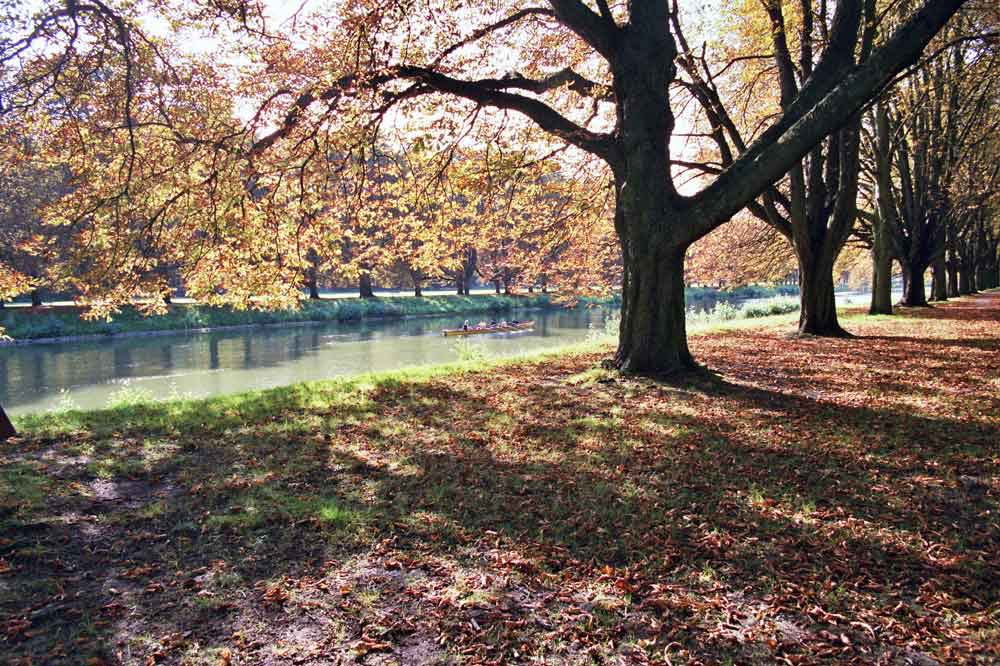
Kölner Grüngürtel

Der Naturpark Rheinland dient den Städten Köln und Bonn als Naherholungsgebiet. Die Entfernung zum Stadtrand Kölns beträgt nur wenig mehr als 10 km. Er kann als Dritter Kölner Grüngürtel angesehen werden. So wie die beiden Grüngürtel Kölns durch Grünzüge miteinander verbunden sind, werden diese Grünachsen auch bis zum Naturpark weitergeführt. Die Grünachse Süd wird durch die offenen Feldfluren zwischen Ville und Rhein mit den eingestreuten Naturschutzgebieten um Brühl bis Bonn weiter geführt. Die Grünachse West verbindet als Grünachse Rhein-Erft den Stadtwald und die Sportanlagen in Köln-Müngersdorf mit Frechen-Königsdorf und den Rekultivierungsgebieten der mittleren Ville. Die Grünachse Nord verbindet den Kölner Grüngürtel mit den nördlichen Teilen des Naturparks und den Grünflächen zwischen Bergheim und Grevenbroich.

## Geschichte des Parks

### Allgemein

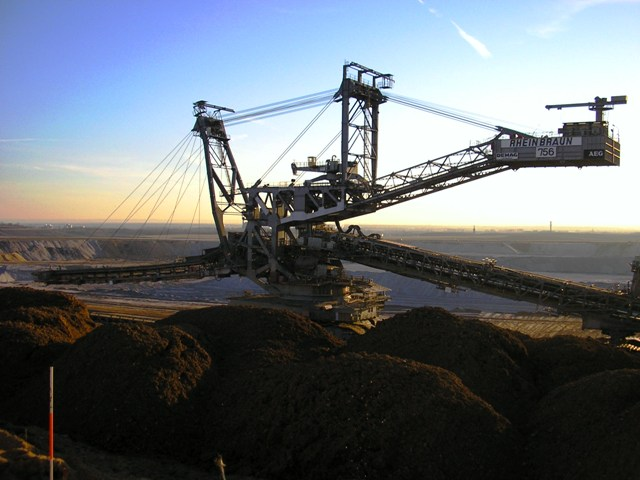
Absetzer im Tagebau Bergheim bei der Rekultivierung

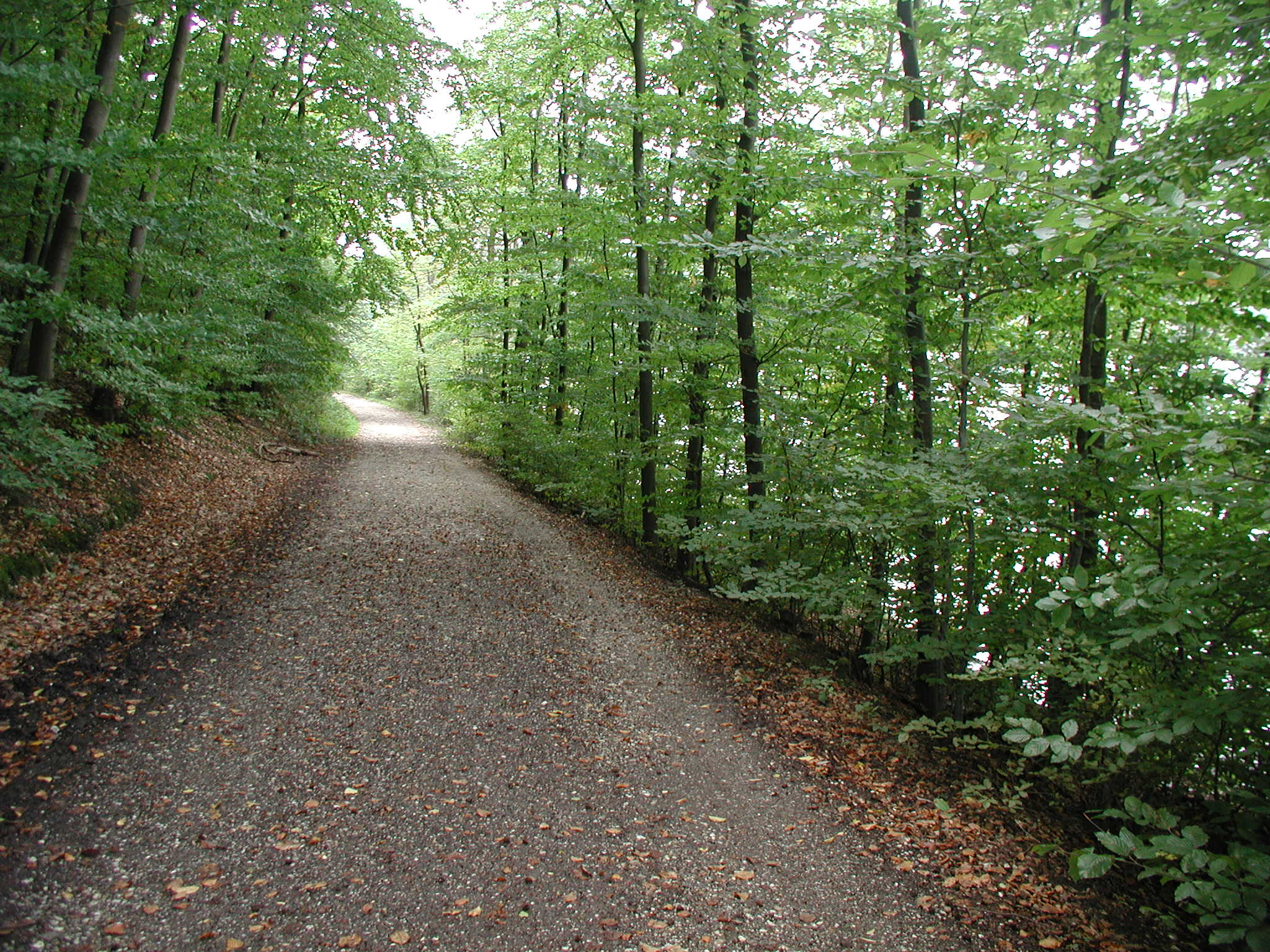
Rundweg am Heider Bergsee

Die Geschichte des Parks begann 1959 mit der Errichtung des Naturpark Kottenforst aus dem Kottenforst und dem angrenzenden Rheinbacher Wald. Dies war nach dem Naturpark Siebengebirge der zweite Naturpark in Nordrhein-Westfalen und einer von sieben in der Bundesrepublik Deutschland. Die Idee Naturpark war erst kurz zuvor 1956 vom Naturschützer und Mäzen Alfred Toepfer in Bonn propagiert worden. 1965 wurde von den angrenzenden Kreisen und Städten, dem Landschaftsverband Rheinland sowie der Rheinbraun AG der Erholungspark Ville gegründet. 1967 wurden die rekultivierten Gebiete des Erholungsparkes mit dem Naturpark zum Naturpark Kottenforst Ville unter der Trägerschaft des Regierungsbezirks Köln zusammengefasst. 1978 wurde dann für die Trägerschaft der Zweckverband Naturpark Kottenforst Ville gegründet mit den Mitgliedern Stadt Bonn, Rhein-Sieg-Kreis, Kreis Euskirchen, Rhein-Erft-Kreis, Stadt Köln und als Nachfolger von Rheinbraun RWE Power. 1986 wurden die heutigen Grenzen des Parks vom Land Nordrhein-Westfalen festgelegt. 2005 wurde von der Verbandsversammlung die Umbenennung zu Naturpark Rheinland beschlossen, die am 12. Dezember desselben Jahres wirksam wurde. Man erhofft sich dadurch eine bessere lokale Zuordnung des Parks und eine einfachere touristische Vermarktung. Seit 2006 plant der Naturpark eine Kooperation mit dem Naturpark Ria Formosa bei Olhão in der Algarve in Portugal.

### Auszeichnungen
Bei der Auslobung eines Wettbewerbs zum Naturpark des Jahres 2009 für die 14 Nordrhein-Westfälischen Naturparks konnte der Park im Mai 2008 zusammen mit dem Naturpark Teutoburger Wald / Eggegebirge einen ersten Preis gewinnen und damit eine Projektförderung von je 435.000 Euro.

## Flora und Fauna

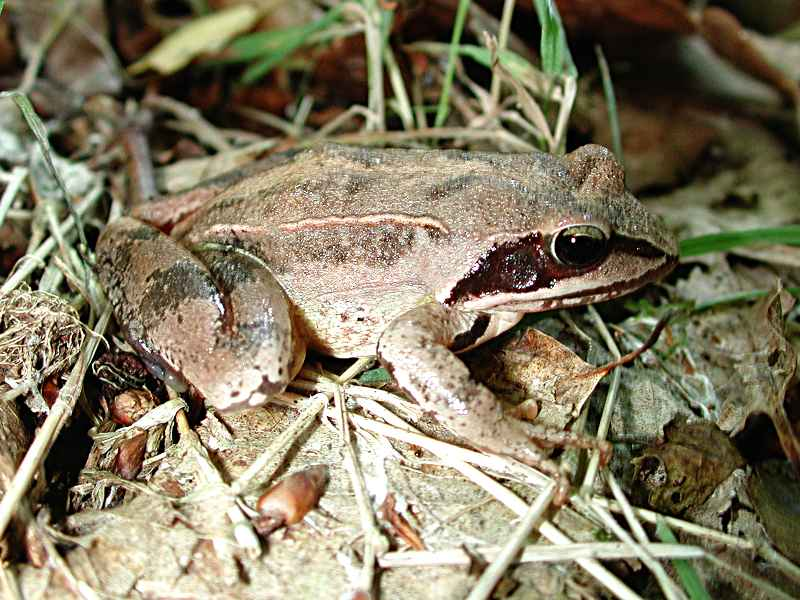
Springfrosch

Auf dem Venusberg an der Dottendorfer Allee stehen zahlreiche alte „Kopfbuchen“. Die früher in Brusthöhe zur schnellen Feuerholzgewinnung „geköpften“ Buchen nahmen mit zunehmendem Wachstum eine extrem bizarre Wuchsform an, was ihnen auch den Beinamen „Gespensterbuchen“ einbrachte. Die vielen feuchten Stellen des Kottenforstes lassen Maiglöckchen und Anemonen sprießen. Ansonsten existiert neben den üblichen Fichtenplantagen ein Mischwald.
An im Sinne der Fauna-Flora-Habitat-Richtlinie streng geschützten Tieren kommt der Springfrosch in einem isolierten Insel-Vorkommen im Naturpark vor. Er steht in Deutschland auf der Roten Liste. Fundorte sind bisher die Gebiete mit Staunässe im Kottenforst und die naturbelassenen flachen Seen bei Brühl.

## Touristische Erschließung

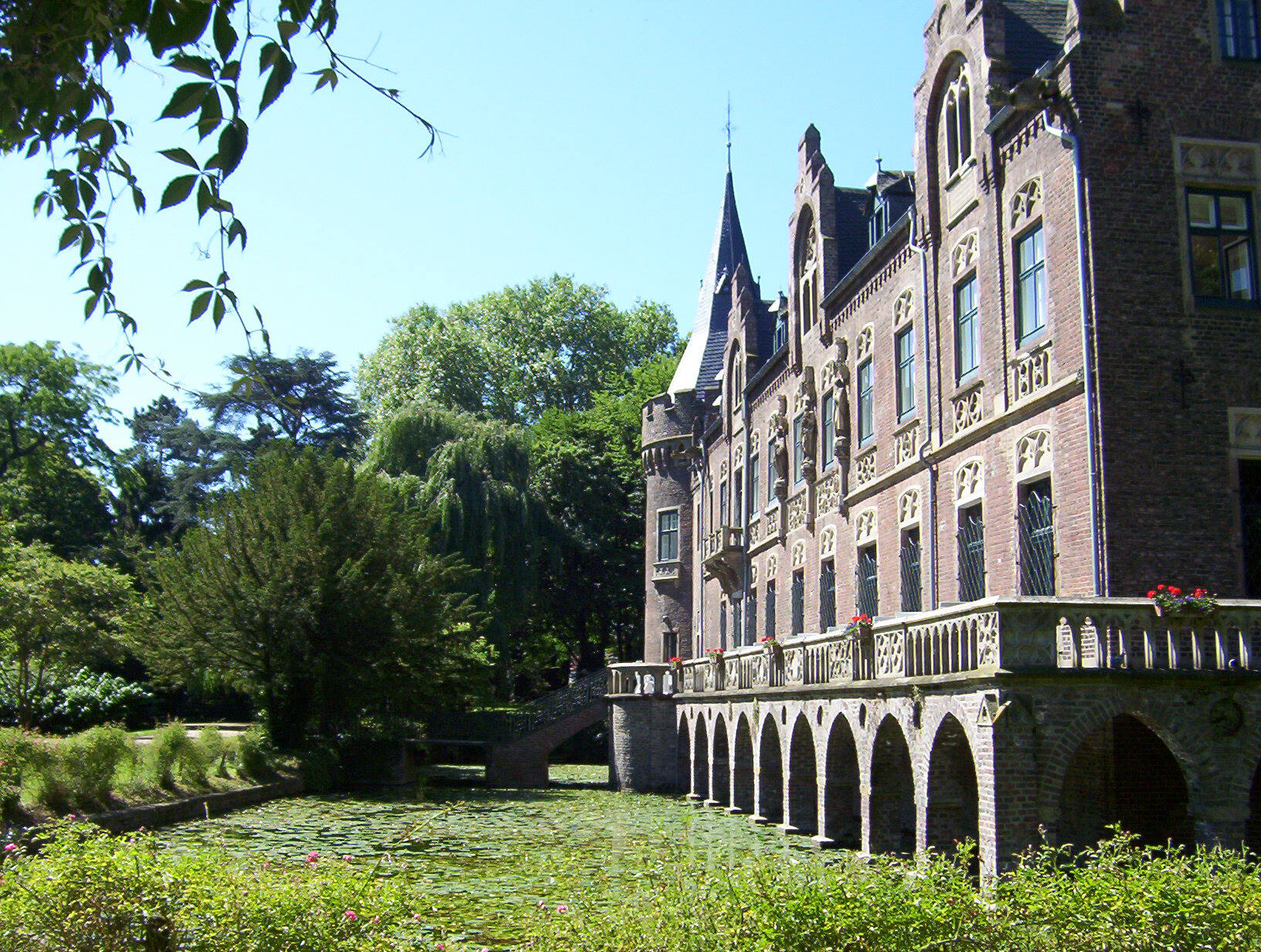
Schloss und Park Paffendorf ist ein Informationszentrum und liegt an der Straße der Energie

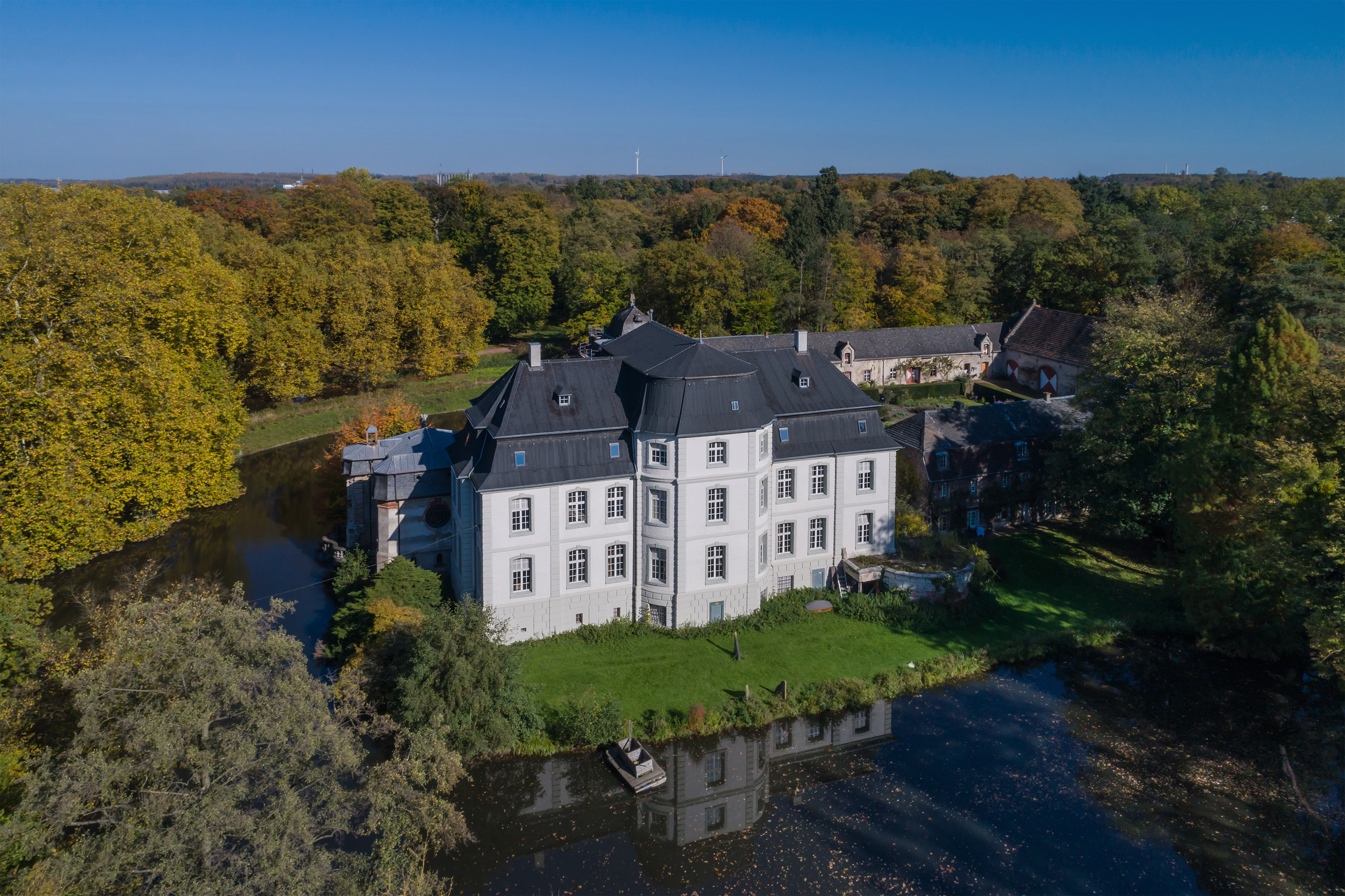
Schloss und Park Türnich

Der Naturpark wird erschlossen durch folgende touristische Routen, die den Naturpark berühren oder durchqueren:
- Erft-Radweg von der Quelle bei Holzmülheim bis zur Mündung in den Rhein bei Neuss
- Straße der Energie von Schloss Paffendorf bis Grevenbroich und dem Tagebau Hambach
- Römerkanal-Wanderweg, von Nettersheim her bis Köln, der den Park zwischen Kottenforst und Hürth durchquert
- Kaiser-Route von Aachen nach Paderborn, führt an der Erft entlang
- Wasserburgen-Route tangiert auch die Schlösser an der Erft
- Erlebnisroute Rhein-Erft führt von Köln in der Grünachse West über Frechen bis zu den Kerpener Naturschutzgebieten
- Villeweg vom Birkhof in Brühl bis zum Bahnhof Kottenforst an der Voreifelbahn (22 km)
- Kottenforst-Route vom Bahnhof Kottenforst als westliche Rund-Route bis Heimerzheim und zurück (30 km) und als östliche Rund-Route bis Meckenheim und Villip (32 km), zwei kürzere auch für Behinderte geeignete Rundkurse von 7 und 13,5 km sind ebenfalls ausgeschildert
- Feuerroute, 33 km langer Themenwanderweg zwischen Rheinbach und Wachtberg

Folgende Rundwege empfehlen sich dem mit Auto oder öffentlichen Verkehrsmitteln Anreisenden:
- Seen-Runde (17,7 km), rund um Liblarer See, Bleibtreu See und Heider Bergsee, beiderseits der Luxemburger Straße. Bus 979 (Köln Hbf Linie 18 bis Hermülheim) Abzw. Brühl-Heide, oder Liblarer See
- Klüttenweg (16,8 km), Rundweg durch die ältesten rekultivierten Gruben zwischen Walberberg (Berggeistsee) und dem Swisterberg-Turm bei Weilerswist. Autobahnabfahrt Phantasialand-Straße
- Otto-Maigler-Runde (10,2 km), rund um den Otto-Maigler-See zwischen Alt-Hürth und Berrenrath. Bus 978 (Köln Hbf) oder 960 (Frechen) bis Hürth-Burbach Stadtbus 711 bis Zur Gotteshilfe, Parkplatz dort und am Freibad (kostenpflichtig in der Saison) und am Kloster Burbach

## Sehenswürdigkeiten
Außerhalb der Städte:
- Die römische Eifelwasserleitung ist auf dem Villerücken in großen Teilen noch vorhanden.

- Bahnhöfe:

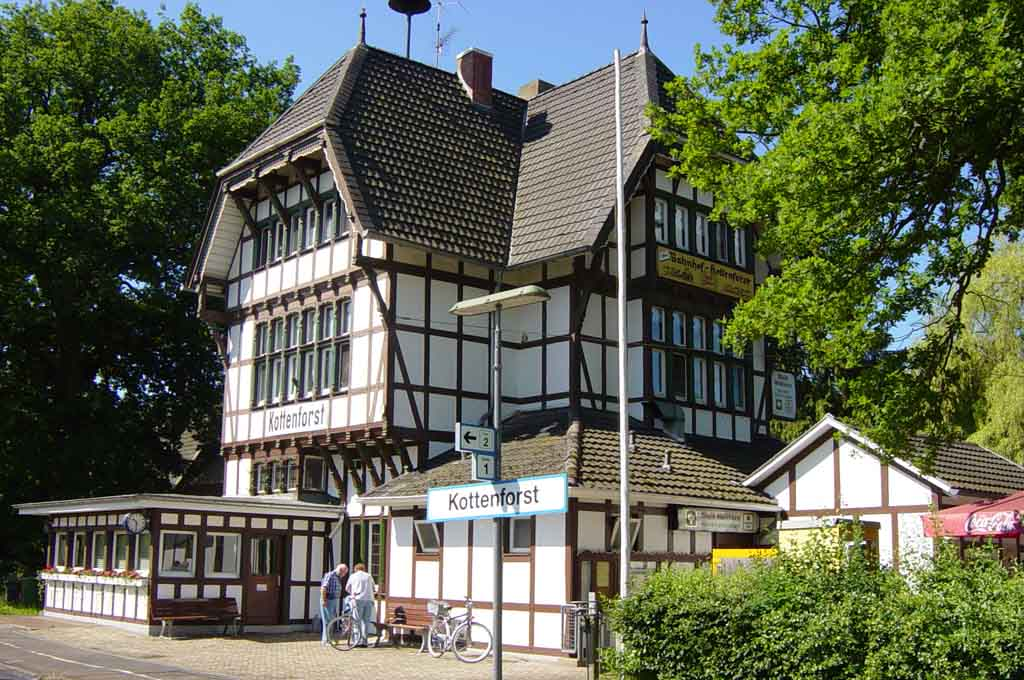
Bahnhof Kottenforst

  - Das Empfangsgebäude des Bahnhofs Kottenforst, abseits von Ortschaften an der Voreifelbahn Bonn–Euskirchen gelegen, ist ein großer schmucker Fachwerkbau.
  - Der Kaiserbahnhof in Brühl-Kierberg an der Eifelbahn (Köln–Euskirchen–Gerolstein–Trier) wurde 1875 prunkvoll gestaltet, damit Kaiser Wilhelm I. von dort zu Truppenbesuchen in der Eifel aufbrechen konnte.
- Eiserner Mann: sagenumwobener eiserner Pfahl im Wald bei Swisttal-Buschhoven bzw. Dünstekoven
- Phantasialand bei Brühl: großer Freizeitpark im Ville-Rekultivierungsgebiet
- Tomburg bei Rheinbach
- Kaster: Das mittelalterliche Alt-Kaster (heute zu Bedburg gehörend) wurde vom Tagebau verschont.
- Marienfeld mit „Papsthügel“: In der Rekultivierungsfläche des Tagebaus Frechen bei Kerpen war das Areal für die Abschlussveranstaltung des Weltjugendtags 2005 mit einem Fassungsvermögen für über 1.000.000 Pilger.
- die Kaisereiche, welche vom späteren Kaiser Wilhelm II. gepflanzt wurde, als er noch Prinz war

## Informationszentren

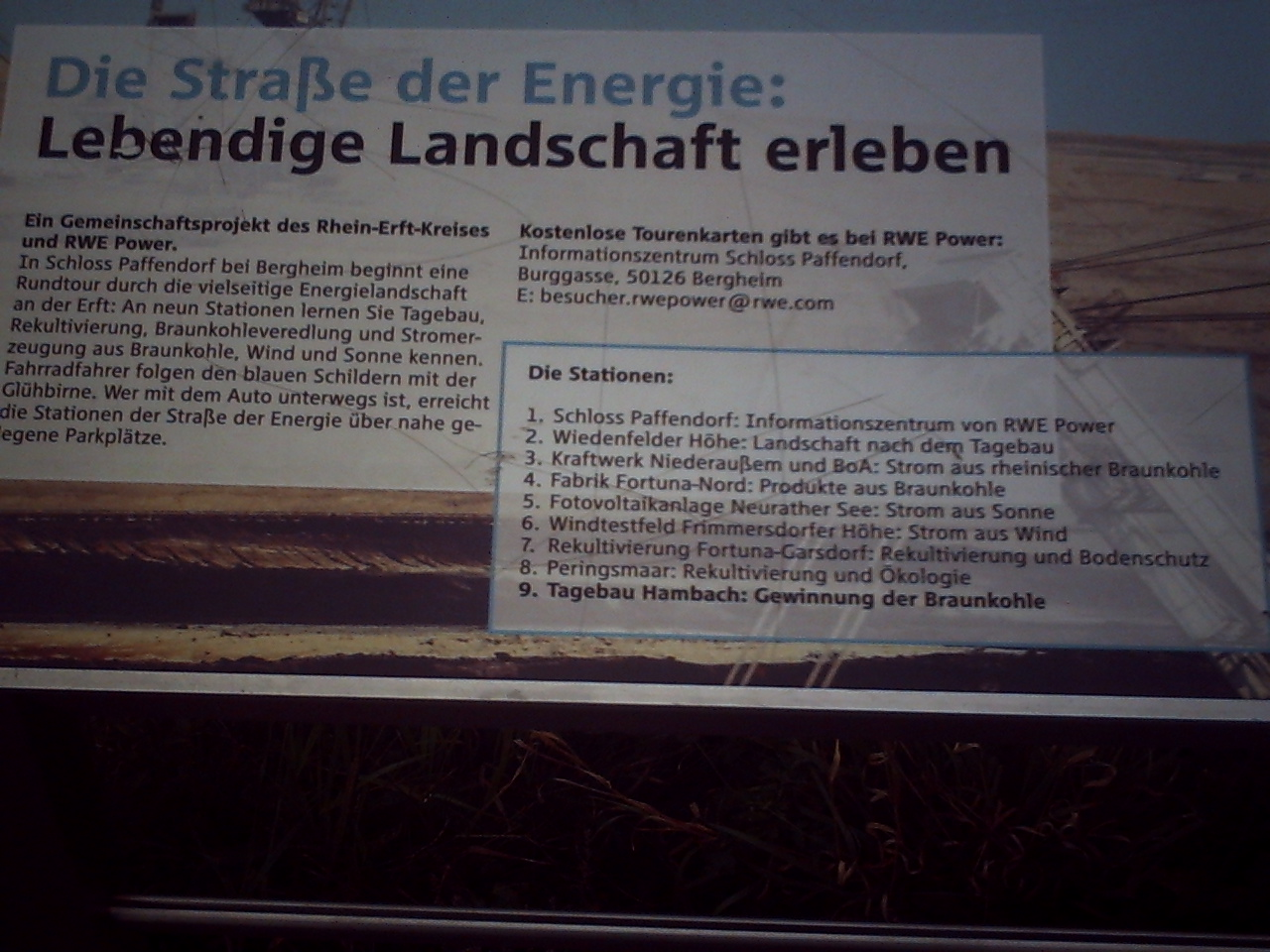
Info-Tafel zur „Straße der Energie“ in Elsdorf

Informationszentrum und Verwaltung des Naturparks befinden sich im Naturparkzentrum Himmeroder Hof in Rheinbach. Im nördlichen Teil des Parks wird die Gymnicher Mühle zwischen Gymnich und Türnich zu einem Informationszentrum zur Mühlenkultur des nördlichen Rheinlandes ausgebaut; es gibt dort auch Informationen zum Park. Der Naturpark hat ein informatives Webangebot.
Das Informationszentrum Braunkohle der RWE Power in Schloss Paffendorf am Rande des Naturparks, dessen Lehrpfad zur Braunkohle-Vegetation im Schlosspark zur Straße der Gartenkunst zwischen Rhein und Maas gehört, informiert in seinen Ausstellungen und in seiner Themenstraße, Straße der Energie, auch über die Rekultivierung des Rheinischen Braunkohlereviers, das einen Teil des Naturparks umfasst.